# Baborów
Baborów (în germană Bauerwitz) este un oraș în județul Głubczyce, voievodatul Opole, Polonia.